# Green Blood
Green Blood (グリーン ブラッド, Gurīn Buraddo) é uma série de mangá seinen escrita e ilustrada por Masasumi Kakizaki, foi publicada entre junho de 2011 e maio de 2013 na revista Young Magazine com os capítulos compilados em cinco volumes lançados entre novembro de 2011 e julho de 2013 pela editora Kodansha. A edição brasileira foi publicada pela editora JBC entre janeiro e maio de 2015.

## Enredo
Meados do século XIX, Nova Iorque, Estados Unidos da América. Há dois irmãos nascidos e criados na pior favela do mundo, Five Points, o berço de todos os tipos de crime possíveis e imagináveis, controlado por grupos de verdadeiros bandidos, as gangues. Um irmão é o matador de aluguel da maior gangue da cidade, o outro nutre um ódio mortal por eles… Fúria, esperança, sonho e desespero – abram-se as cortinas do espetáculo dos homens que vivem e sobrevivem na terra sem lei nem justiça!